# Mid Pacific Air

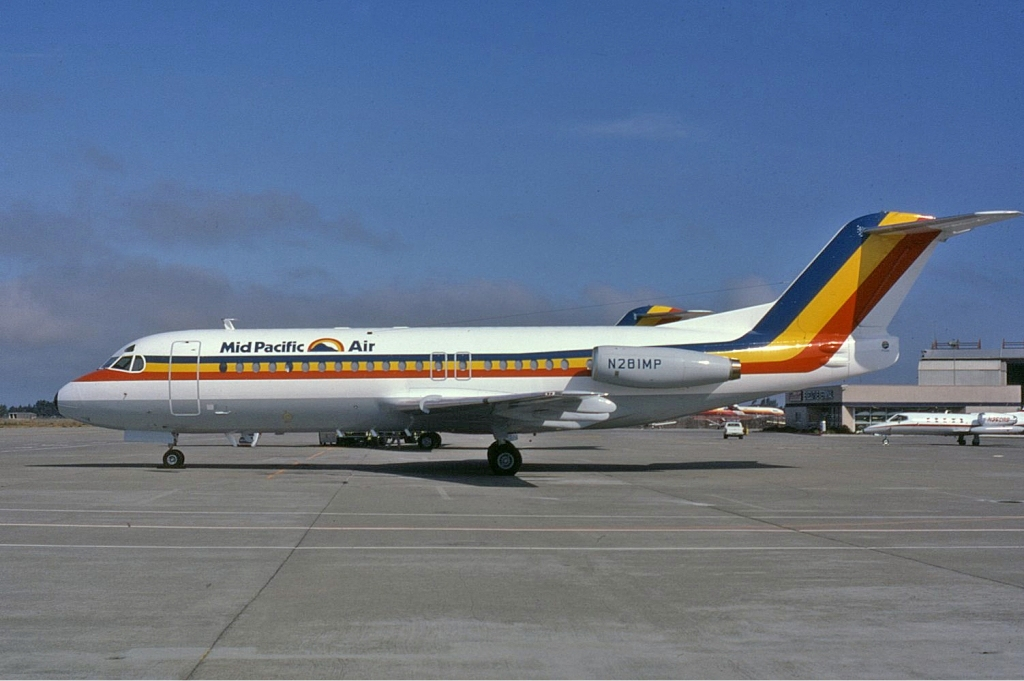
Mid Pacific Air Fokker F28-4000

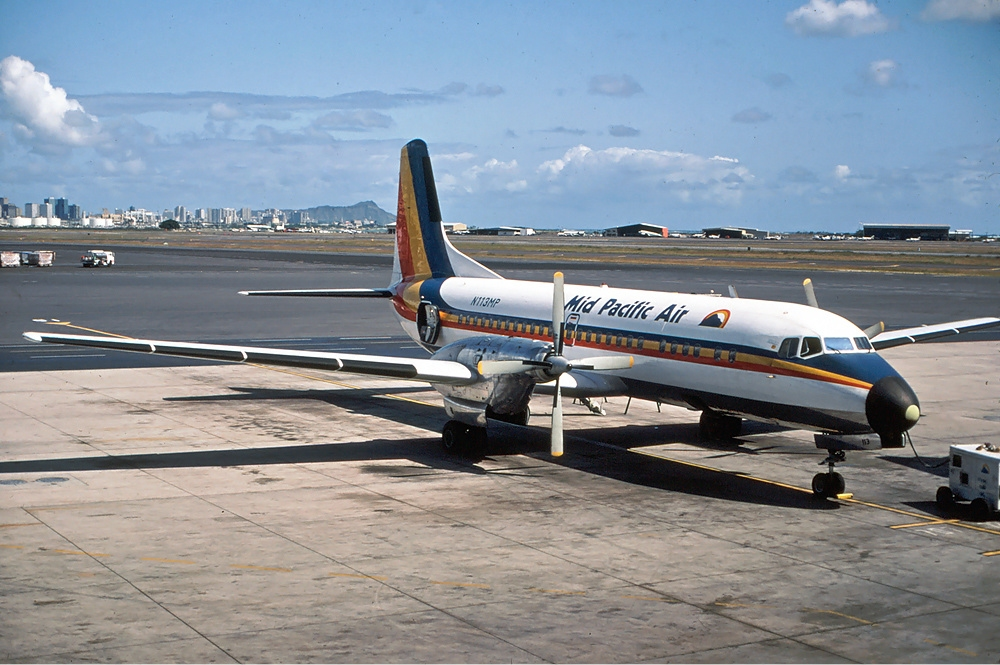
Mid Pacific Air NAMC YS-11A-659

Mid Pacific Air war eine regionale Billigfluggesellschaft, welche in Hawaii mit dem Passagierflugbetrieb begann. Die ersten Routen nach der Gründung im Jahr 1981 verbanden die Inseln Kauai, O'ahu, Maui und Hawaii. Die Hauptwettbewerber der Fluggesellschaft waren die etablierten Fluggesellschaften Hawaiian Airlines und Aloha Airlines. Als der Betrieb im Mittleren Westen eingeführt wurde, verlegte die Fluggesellschaft ihren Sitz auf den Indianapolis International Airport in Indianapolis, Indiana. Ursprünglich war ihr Sitz am Honolulu International Airport.

## Geschichte
Im Gegensatz zu Hawaiian und Aloha bestand die Flotte der Mid Pacific Air überwiegend aus NAMC YS-11 Turboprop-Flugzeugen; Hawaiian und Aloha flogen mit Strahlflugzeugen der Typen Douglas DC-9 (Hawaiian) und Boeing 737 (Aloha) auf denselben Strecken. Im Oktober 1982 plante die Fluggesellschaft, eine Boeing 707 von Arrow Air unter der Marke Mid Pacific Arrow zu leasen, um die zuvor von Samoa Airlines durchgeführten Flüge zwischen Honolulu und Pago Pago (Amerikanisch-Samoa) fortzusetzen, erhielt hierzu aber keine Genehmigung. Im Februar 1985 flog die Fluggesellschaft erstmals im Südwesten der Vereinigten Staaten, wo sie Billigflüge von Las Vegas, Nevada und dem Grand Canyon nach Burbank und Orange County, Kalifornien anbot. Sie bediente daneben die Strecke zwischen Orange County und Fresno, Kalifornien. Eine Fokker F28 Fellowship wurde der Flotte der Mid Pacific 1985 hinzugefügt. Im selben Jahr verleaste Mid Pacific vier ihrer YS-11's an Fort Worth Airlines in Texas. Im Januar 1986 wurde die Fluggesellschaft an KOA Holdings verkauft und kurz danach wurden die F28-Jets außer Betrieb genommen.
Obwohl Mid Pacific in der Lage war, Kunden mit Billigangeboten und Promotionen anzulocken, was für die langsameren und lauteren Flugzeuge entschädigte, konnte die Fluggesellschaft nicht mit Hawaiian und Aloha konkurrieren und stellte den Passagierflugbetrieb in Hawaii am 19. Januar 1988 ein; der Frachtflugbetrieb wurde einen Monat später eingestellt.
Nach dem Ende des Flugbetriebs in Hawaii setzte Mid Pacific ihren mit YS-11s ausgeführten Frachtflugbetrieb im Mittleren Westen der Vereinigten Staaten mit Sitz in Lafayette, Indiana fort und betrieb in den 1990er-Jahren Pendelservice über eine Code-Sharing-Vereinbarung mit Reno Air unter dem Namen Reno Air Express mit British Aerospace Jetstream 31 Turboprop-Flugzeugen. Diese Reno Air Express-Flüge wurden vom San Jose International Airport in Nordkalifornien aus durchgeführt. In den Jahren 1992 und 1993 flog die Fluggesellschaft mit einer British Aerospace BAe 146 Frachtflüge im Namen von TNT zwischen New York City und Bermuda. Die Fluggesellschaft stellte ihren Flugbetrieb 1995 ein.

## Mid Pacifics Flugziele 1986
Hawaii
Laut der Systemroutenkarte vom 15. Januar 1986 flog Mid Pacific die folgenden Flugziele in Hawaii mit Fokker F28 Fellowship Twin Jets und NAMC YS-11 Turboprops an:
- Hilo, Hawaii (ITO)
- Honolulu, Oahu (HNL) – ursprünglicher Hauptsitz und ursprüngliches Drehkreuz
- Kahului, Maui (OGG)
- Kona, Hawaii (KOA)
- Lihue, Kauai (LIH)

Kalifornien & Nevada
Laut der Systemroutenkarte vom 15. Januar 1986 flog Mid Pacific die folgenden Flugziele in Hawaii mit NAMC YS-11 Turboprops an:
- Burbank, California (BUR) – heute Bob Hope Airport
- Fresno, California (FAT)
- Las Vegas, Nevada (LAS)
- Santa Ana, California via Orange County Airport (SNA) – heute John Wayne Airport

## Flugziele der Reno Air Express 1995
Laut der Systemroutenkarte vom 3. Januar 1995 flog Mid Pacific die folgenden Ziele in Kalifornien und Oregon mit British Aerospace BAe Jetstream 31 Propjets im Namen von Reno Air Express über eine Code-Sharing-Vereinbarung mit Reno Air an:
- Chico, California (CIC)
- Eureka, California über Arcata-Eureka Airport (ACV)
- Klamath Falls, Oregon (LMT)
- Medford, Oregon (MFR)
- Monterey, California (MRY)
- Redding, California (RDD)
- San Jose, California (SJC) – Sitz (ebenfalls Drehkreuz von Reno Air)
- Santa Rosa, California (STS)

## Flotte
- NAMC YS-11 – Primärflugzeug der Flotte
- Fokker F28 Fellowship
- Boeing 707 – im Namen von Mid Pacific Arrow
- British Aerospace BAe 146 – für Frachtflüge im Namen von TNT
- British Aerospace BAe Jetstream 31 – im Namen von Reno Air Express über eine Code-Sharing Vereinbarung von Reno Air.

## Zwischenfälle
Von 1981 bis zur Betriebseinstellung 1995 kam es bei Mid Pacific Airlines zu zwei Totalschäden von Flugzeugen, in beiden Fällen NAMC YS-11A. Bei einem davon kamen zwei Menschen ums Leben.